# しらす隊
しらす隊（しらすたい）は、サンエックスのキャラクター。

## 粗筋
漁によって捕まったしらすの群は、市販用にパックに詰められた。しかし、しらす達は生きたい、海へ帰りたいという気持ちから生き返り、パックを破って脱出し、逃走する。しかし1匹での逃走は危険なので、しらす隊というグループを結成した。しかし、その旅路は猫や鳥などがしらす隊を襲う。

## キャラクター

### しらす (ノーマル)
足があるしらす。漁により捕まったが、脱出した。

### レギンスしらす
レギンスを履いているしらす。

### ほっかむりしらす
頬被りをかぶって変装しているしらす。

### エビ
漁により、しらすと一緒に捕まった。姉妹のエビ。

### カニ
なぜかしらす隊に混ざった蟹。

### ネコ
しらす隊を狙う猫。頭はあまり良くない。

### トリ
しらす隊を狙う鳥。

## グッズ
- 『しらす隊 人生はサバイバル。』のグッズは、2014年10月中旬に発売された。
  - ボールペン
  - てのりぬいぐるみ